# Conte di Merenberg

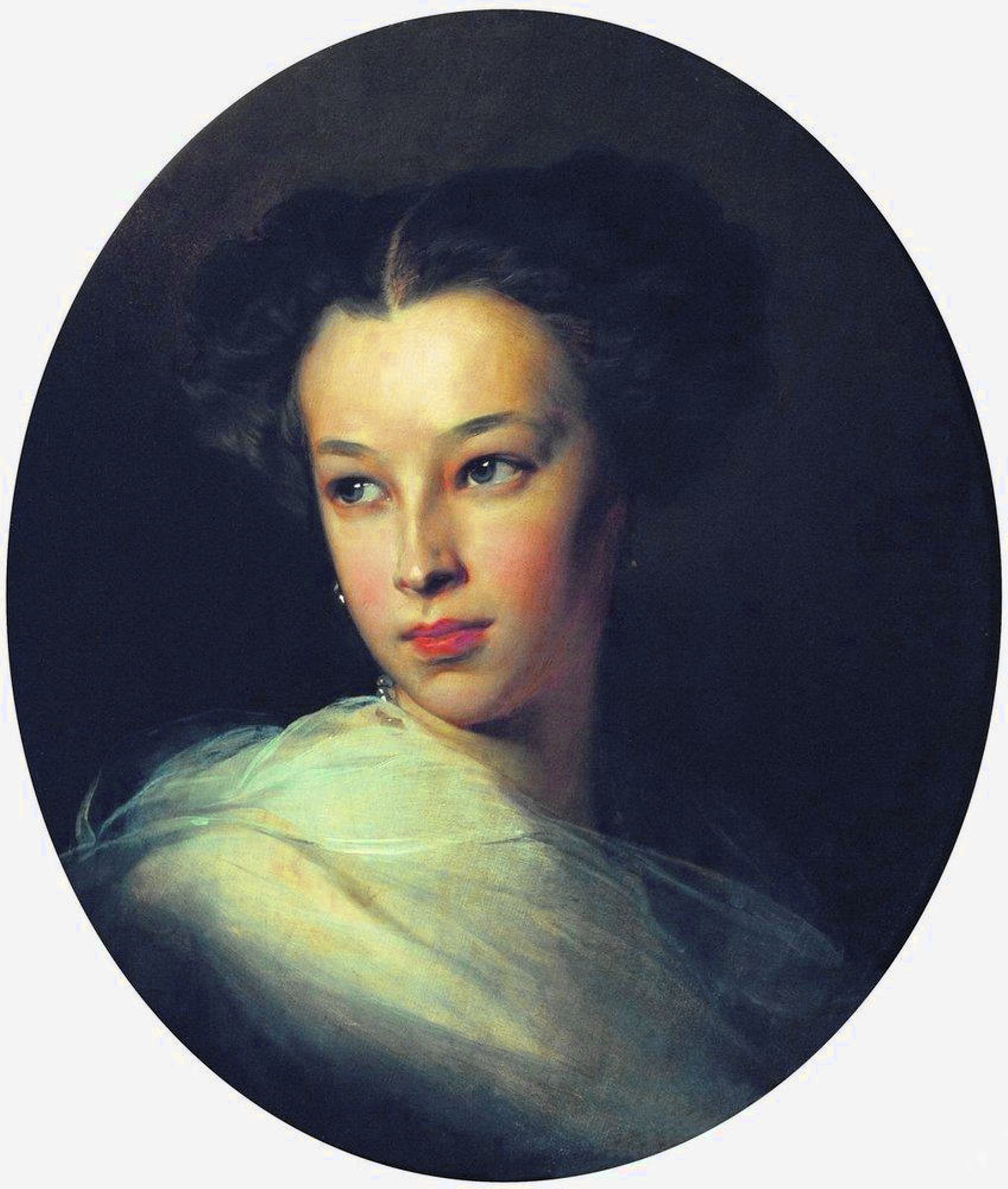
Ritratto della contessa Natalia di Merenberg ad opera di I. K. Makarov

Conte di Merenberg (in tedesco Graf von Merenberg) è un titolo concesso nel 1868 dal principe regnante di Waldeck e Pyrmont, Giorgio Vittorio, alla moglie morganatica e ai discendenti in linea maschile del principe Nicola Guglielmo di Nassau (1832-1905), che sposò Natal'ja Aleksandrovna Puškina (1836-1913), in precedenza moglie (senza discendenza) del generale russo Michail Leontievič von Dubelt.
Nicola era un figlio di Guglielmo, duca di Nassau e della seconda moglie, la principessa Paolina Württemberg; suo fratellastro maggiore era Adolfo, che nel 1866 venne deposto come duca regnante di Nassau, ma in seguito divenne Granduca di Lussemburgo (nel 1890).
Natalia era invece una figlia di Aleksandr Sergeevič Puškin, il famoso scrittore russo, ed era semplicemente una dvoryanin, cioè un membro senza titoli della piccola nobiltà. Natalia venne quindi creata Contessa di Merenberg, un titolo senza territorio, visto che non le venne permesso di adottare il titolo ed il rango principesco del marito, anche se i Nassau avevano cessato di governare sul loro ducato quando venne annesso alla Prussia. Attraverso suo padre, Natal'ja era una discendente del protégé africano di Pietro il Grande, Abram Petrovič Gannibal, come pure dal capo cosacco, principe Petro Dorošenko.

## Membri della famiglia
I figli che nacquero dall'unione, e che sopravvissero fino all'età adulta, furono:
- Sofia, contessa von Merenberg (1868-1927): nel 1891 sposò il granduca Michail Michajlovič di Russia (1861-1929). Vista la disparità di rango il matrimonio venne considerato morganatico ed ella non poté quindi utilizzare il titolo del marito; venne creata invece contessa di Torby dal Granduca di Lussemburgo. I suoi discendenti sono vivi a tutt'oggi, tra cui l'attuale Marchese di Milford Haven e l'attuale Duca di Westminster;
- Contessa Alessandrina von Merenberg (1869-1950): sposò Don Massimo de Elia (morto nel 1929);
- Giorgio Nicola, conte von Merenberg (1871-1948): ebbe due figli (il primo dei quali morì in giovane età) ed una figlia dal primo matrimonio del 1895 con la principessa Olga Aleksandrovna Jurievsaja (1873-1925), figlia morganatica dello zar Alessandro II di Russia e della principessa Caterina Jurievskaja.

La linea di discendenza maschile di Giorgio Nicola si estinse con la morte di suo figlio Giorgio Michele Alessandro, conte di Merenberg (1897-1965). Le discendenti femmine sono ancora in vita; l'ultimo membro della linea Merenberg attualmente vivente è la contessa Clotilde von Merenberg (nata nel 1941), nipote di Nicola, sposata ad Enno von Rintelin.

## Corona del Lussemburgo
Quando il principe Nicola Guglielmo morì nel 1905, suo nipote, il granduca Guglielmo IV di Lussemburgo, divenne l'ultimo discendente maschio del casato di Nassau. Se i figli di Nicola fossero stati considerati dinastici, allora il conte Giorgio Nicola di Merenberg sarebbe succeduto a capo della casa di Nassau alla morte di Guglielmo IV, divenendo così granduca regnante di Lussemburgo.
La sua nascita da un matrimonio morganatico venne però considerata insormontabile, così nel 1907 Guglielmo IV ottenne l'approvazione di una legge che confermava l'esclusione dei Merenberg dalla successione al trono granducale. Fu così che nel 1912 Maria-Adelaide, figlia del Granduca, divenne la prima monarca lussemburghese di sesso femminile. Venne quindi succeduta dalla sorella Carlotta, i cui discendenti sono gli attuali granduchi.
I capi della casa di Merenberg dopo il 1912 furono:
- Giorgio Nicola (1912-1948);
- Giorgio Michele Alessandro (1948-1965).